# Cábile
Cábile o Kabilé (en búlgaro: Кабиле; en griego: Καβύλη) es un pueblo en el sureste de Bulgaria. Se encuentra en el municipio de Tundzha, provincia de Yambol.
En 2011 contaba con 984 habitantes. En sus proximidades se encuentran las ruinas de la ciudad griega de Tracia que tenía su mismo nombre.

## Antigua ciudad

Mapa con algunas de las principales colonias griegas en la antigua Tracia con la ubicación de Cábile.

Estrabón la sitúa al norte de Bizancio, en el interior, comentando que era la ciudad principal de la tribu de los astos. Su gentilicio, según Polibio, es cabileno. Él la situaba en las proximidades de la región de los astos.
Demóstenes la cita como una de las ciudades tomadas por Filipo II de Macedonia junto a Dróngilo, Mastira y otras ciudades de Tracia. Cuando pasó a poder de Macedonia se le dio el nombre de Ponerópolis, cuyo significado es «ciudad de los malvados», dado que allí se exiliaba a las personas que se consideraban indeseables.